# Chodel
Chodel is een dorp in het Poolse woiwodschap Lublin, in het district Opolski (Lublin). De plaats maakt deel uit van de gemeente Chodel en telt 1400 inwoners.